# Systomus
Genre
Systomus est un genre de poissons téléostéens de la famille des Cyprinidae (ordre des Cypriniformes), originaire d'Asie tropicale.

## Liste des espèces

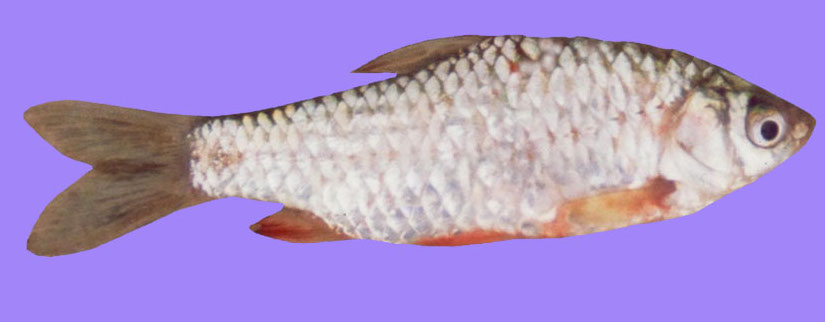
Systomus sarana.

Selon FishBase (20 août 2015), M. Kottelat, (2013) et Plamoottil, M. (2015):
- Systomus asoka Kottelat & Pethiyagoda, 1989
- Systomus binduchitra Hora, 1937
- Systomus chryseus Plamoottil, 2015
- Systomus clavatus McClelland, 1845
- Systomus compressiformis Cockerell, 1913
- Systomus gibbosus Valenciennes, 1842[3]
- Systomus immaculatus McClelland, 1839
- Systomus jacobusboehlkei Fowler, 1958
- Systomus jayarami Vishwanath & Tombi Singh, 1986
- Systomus martenstyni Kottelat & Pethiyagoda, 1991
- Systomus orphoides Valenciennes, 1842 - ex Puntius orphoides
- Systomus pleurotaenia Bleeker, 1863
- Systomus rubripinnis Valenciennes, 1842
- Systomus rufus Plamoottil, 2015[3]
- Systomus sarana F. Hamilton, 1822
- Systomus sewelli Prashad & Mukerji, 1929
- Systomus spilurus Günther, 1868
- Systomus subnasutus Valenciennes, 1842[3]
- Systomus timbiri Deraniyagala, 1963

### Note
Selon FishBase (20 août 2015)
- Systomus asoka (Kottelat & Pethiyagoda, 1989)
- Systomus clavatus (McClelland, 1845)
- Systomus compressiformis (Cockerell, 1913)
- Systomus endecanalis (Roberts, 1989)
- Systomus immaculatus McClelland, 1839
- Systomus jacobusboehlkei (Fowler, 1958)
- Systomus jayarami (Vishwanath & Tombi Singh, 1986)
- Systomus martenstyni (Kottelat & Pethiyagoda, 1991)
- Systomus pleurotaenia (Bleeker, 1863)
- Systomus rubripinnis (Valenciennes, 1842)
- Systomus sarana (Hamilton, 1822)
- Systomus spilurus (Günther, 1868)
- Systomus timbiri (Deraniyagala, 1963)